# Protos (treinstel)
De Protos is een elektrisch treinstel van de Duitse firma Fahrzeugtechnik Dessau (FTD). De elektrische installatie werd door Kiepe in Düsseldorf gebouwd.

## Algemeen
De trein is gebouwd volgens een modulair concept. De treinen hebben een verlaagde vloer waardoor een gelijkvloerse instap aanwezig is. Deze vloerhoogte is 810 millimeter hoog. Het eerste treinstel (prototype) verliet in september 2006 de fabriek en werd gepresenteerd op de Duitse beurs InnoTrans 2006. Farhrzeugtechnik Dessau heeft slechts vijf exemplaren van de Protos verkocht. De productie van de Protos-treinstellen is in 2008 buiten de overname van deze fabriek door de Roemeense Compania de Transport Feroviar Bucuresti S.A. (CTF) gehouden. Daardoor is Connexxion (vanaf 10 december 2023 Keolis Nederland) de enige afnemer van de Protos.

## Constructie en techniek
Het treinstel is opgebouwd uit een stalen constructie en bestaat uit twee 26,4 meter lange bakken. Het ontwerp is botsbestendig volgens EN 15227. Het treinstel heeft vier afzonderlijk aangedreven assen.  

## Protos in Nederland

### Connexxion

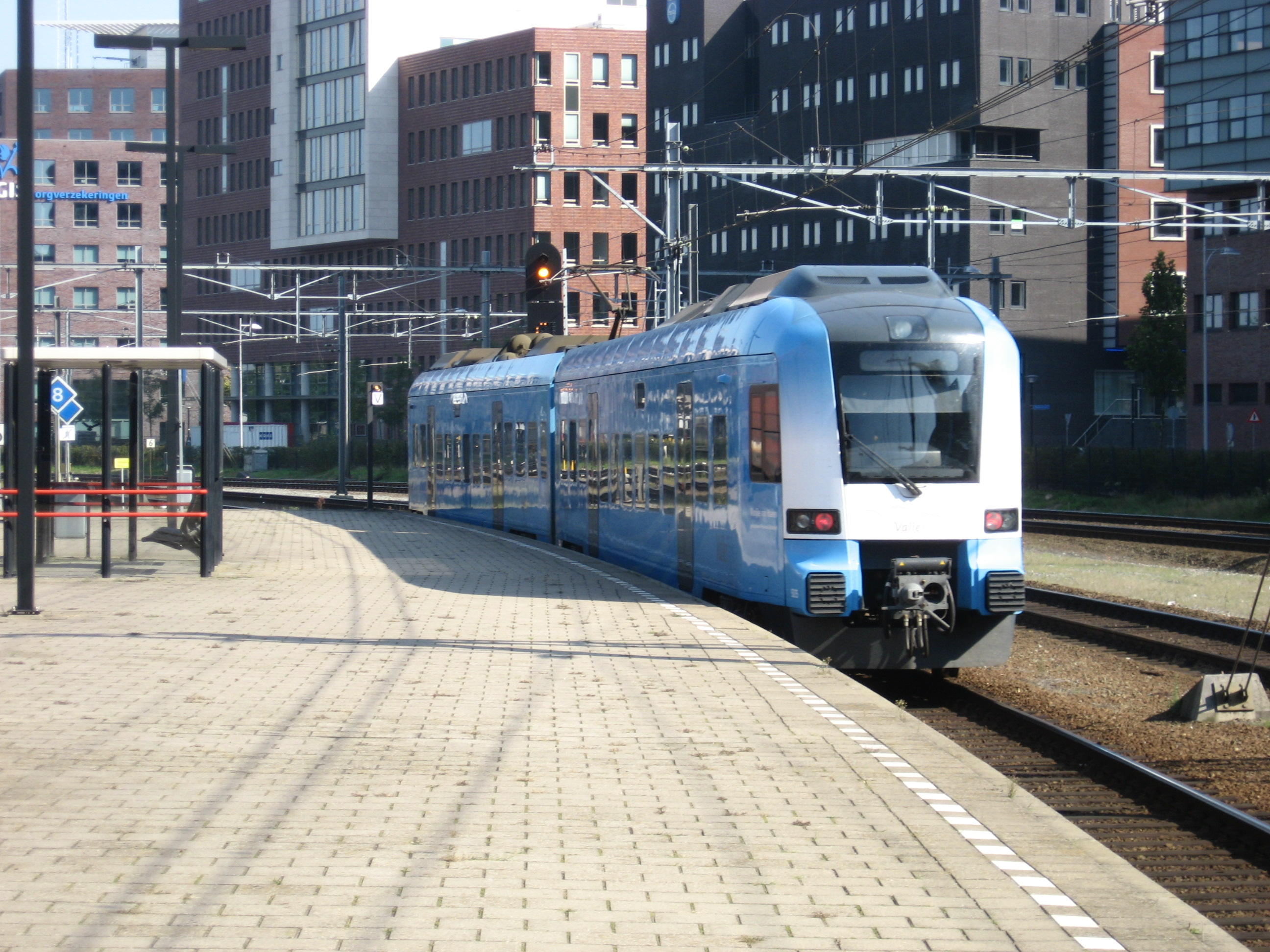
Treinstel te Amersfoort (2010)

Connexxion heeft, na geslaagde proefritten met het prototype FTD01, als eerste en als enige vijf Protos-treinstellen besteld voor de Valleilijn tussen Amersfoort en Ede-Wageningen. Vanaf 23 september 2007 werden ze onder de nummers 5031-5035 ingezet in de reizigersdienst. Connexxion heeft als eerste vervoerbedrijf in Nederland een voertuig voorzien van een aparte ruimte voor jongeren, genaamd Dance Vallei. Een stiltezone is ook aanwezig, deze fungeert tevens als een afdeling eerste klas. Een wc is niet aanwezig bij aflevering van de treinstellen.

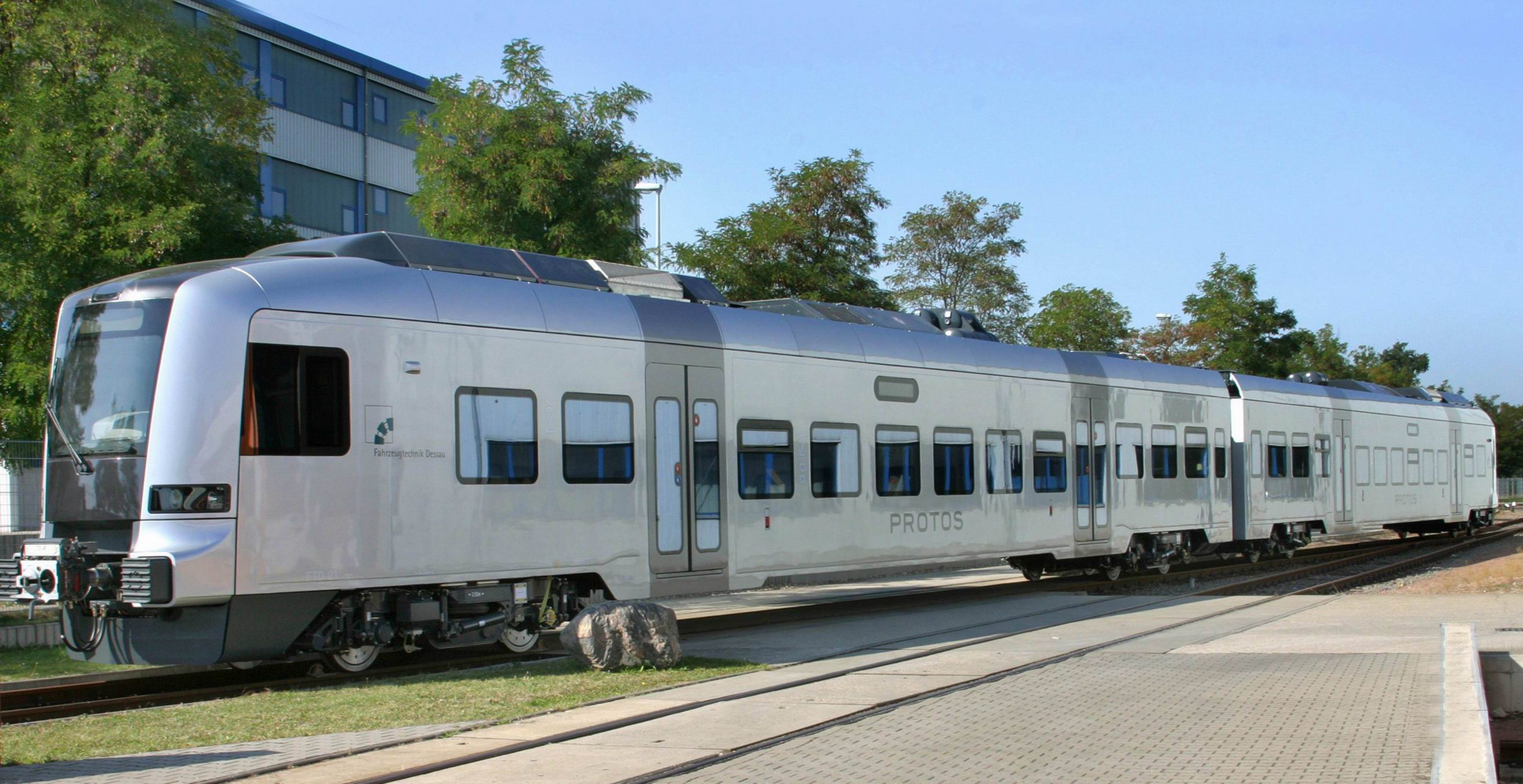
Prototype FTD 01 (2006)

Volgens de planning zou het prototype FTD01 in 2008 worden omgebouwd als zesde treinstel voor de Valleilijn, waarmee Connexxion over voldoende materieel zou kunnen beschikken om de pendeltrein tussen Amersfoort en Barneveld Noord door te trekken naar Barneveld Centrum. Door perikelen rond het faillissement van Fahrzeugtechnik kon het stel pas in 2010 in eigendom naar Connexxion overgaan. In augustus 2010 vertrok het alsnog naar Dessau, waar CTF een ingrijpende verbouwing zou uitvoeren. Hierbij zouden de draaistellen worden omgedraaid om de asindeling Bo'2'+2'Bo', die slechte rijeigenschappen opleverde, te veranderen in 2'Bo'+Bo'2' conform de 5031-5035. De indienststelling van het prototype, dat treinstelnummer 5036 zou krijgen, was gepland in september 2011. Omdat de FTD01 nooit is gekomen, heeft Connexxion eind 2011 de overeenkomst met CTF verbroken. Uiteindelijk is dit treinstel door Connexxion deels leeggehaald en vervolgens teruggestuurd naar Duitsland om in Dessau ondergebracht te worden. Nadat in Dessau het treinstel geheel gestript werd, werd het eind 2023 gesloopt. 
Toen Connexxion omstreeks 2016 drie extra treinstellen nodig had, werd aangekondigd dat die toch weer van het type Protos zouden zijn, maar vanwege het opnieuw failliet gaan van FTD ging dit niet door.
De treinstellen van de Valleilijn werden in eigen beheer technisch onderhouden in Amersfoort.

### Keolis Nederland
Per 10 december 2023 werd de exploitatie van de Valleilijn overgenomen door Keolis. De Protossen werden door hen overgenomen en worden vanaf dat moment worden onderhouden door Brouwer Technology. De treinstellen krijgen in 2025 een opknapbeurt, waarbij ze in de RRReis-huisstijl gestoken worden. Daarnaast worden de stellen voorzien van een nieuw interieur, ontworpen door Mecanoo. Ook worden de stellen alsnog voorzien van een wc. Op 6 februari 2025 is treinstel 5032 als eerste van de vijf Protossen naar Roosendaal gebracht voor revisie en ombouw naar RRReis.  

### Inzet
De treinstellen worden in 2025 ingezet op de volgende treinseries:
| Serie       | Treinsoort        | Route                                                    | Bijzonderheden                   |
| ----------- | ----------------- | -------------------------------------------------------- | -------------------------------- |
| 31300 RS 34 | Sprinter (Keolis) | Amersfoort Centraal – Barneveld Centrum – Ede-Wageningen | Onderdeel van de formule RRReis. |
| 31400 RS 34 | Sprinter (Keolis) | Amersfoort Centraal – Barneveld Centrum – Barneveld Zuid | Onderdeel van de formule RRReis. |

### Baknummers (UIC), afleveringsdata en indienststellingen
| Treinstelnummer | mBk-bak          | mABk-bak         | Aflevering        | Naam               | Status          |
| --------------- | ---------------- | ---------------- | ----------------- | ------------------ | --------------- |
| 5031            | 94 84 4811 003-1 | 94 84 4812 002-2 | 26 juli 2007      | Henk Lambooij      | In dienst       |
| 5032            | 94 84 4811 004-9 | 94 84 4812 003-0 | 26 augustus 2007  |                    | In revisie      |
| 5033            | 94 84 4811 005-6 | 94 84 4812 004-8 | 25 september 2007 | Hans van Daalen    | In dienst       |
| 5034            | 94 84 4811 002-3 | 94 84 4812 005-5 | 3 november 2007   |                    | In dienst       |
| 5035            | 94 84 4811 006-4 | 94 84 4812 006-3 | 25 november 2007  | Marijke van Haaren | In dienst       |
| 5036 / FTD01    |                  |                  | 2006              |                    | Gesloopt (2023) |

## Interieur

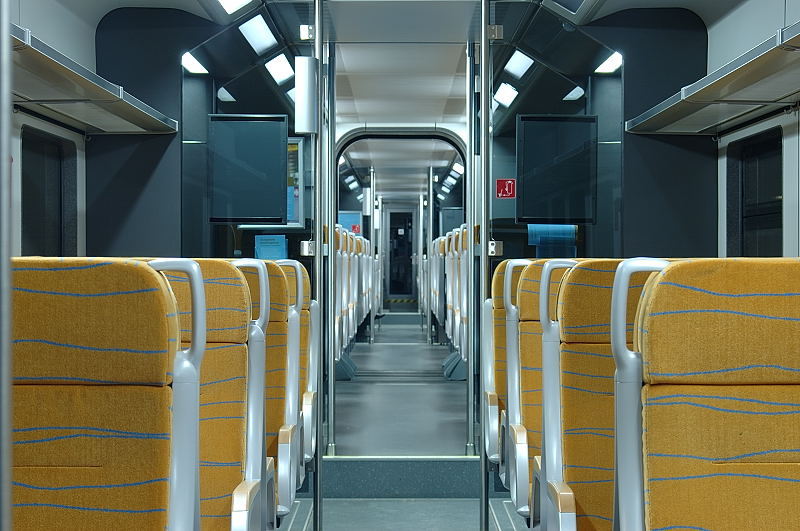
Interieur, gezien vanuit de mB-bak richting de mAB-bak
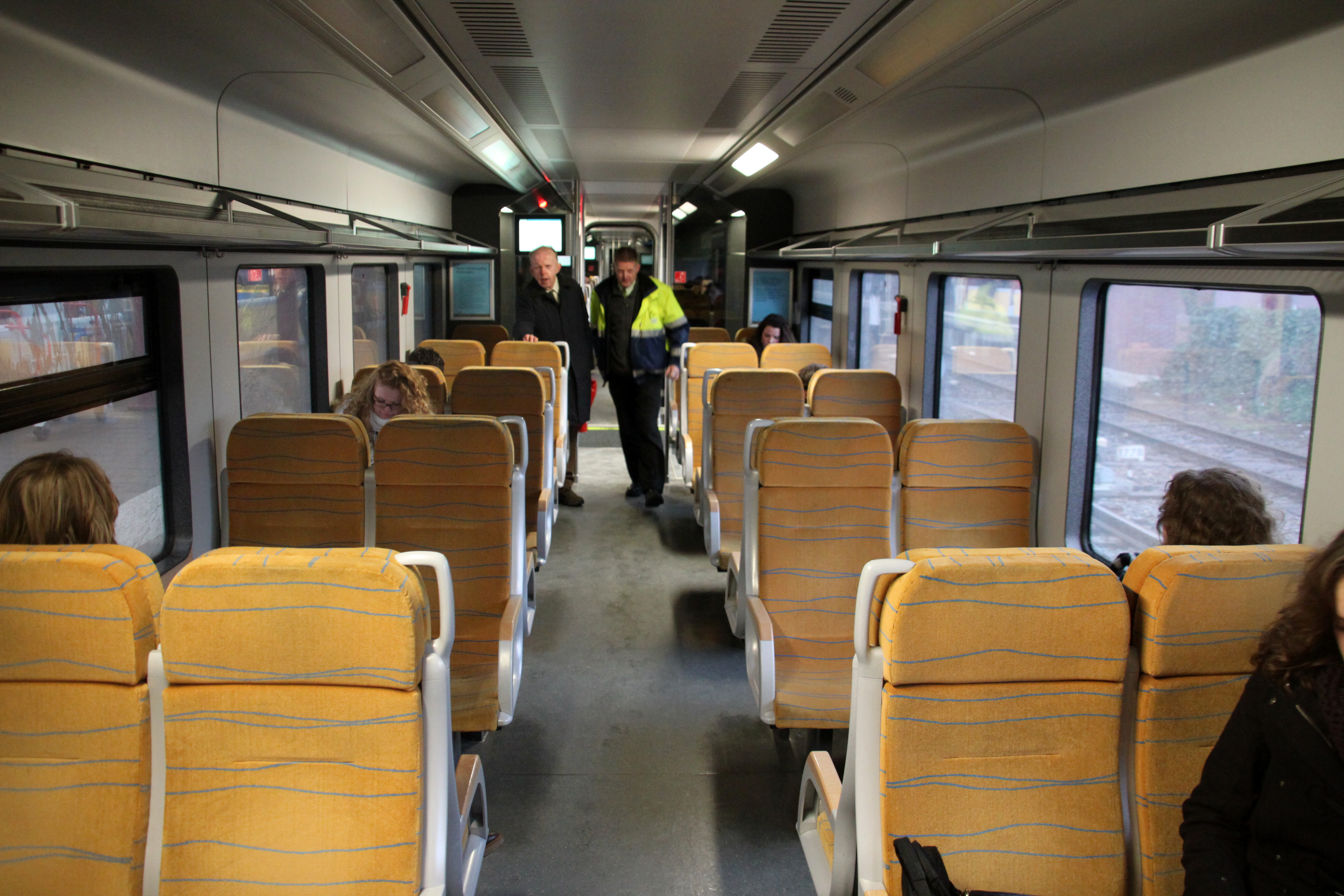
Interieur 2e klasse
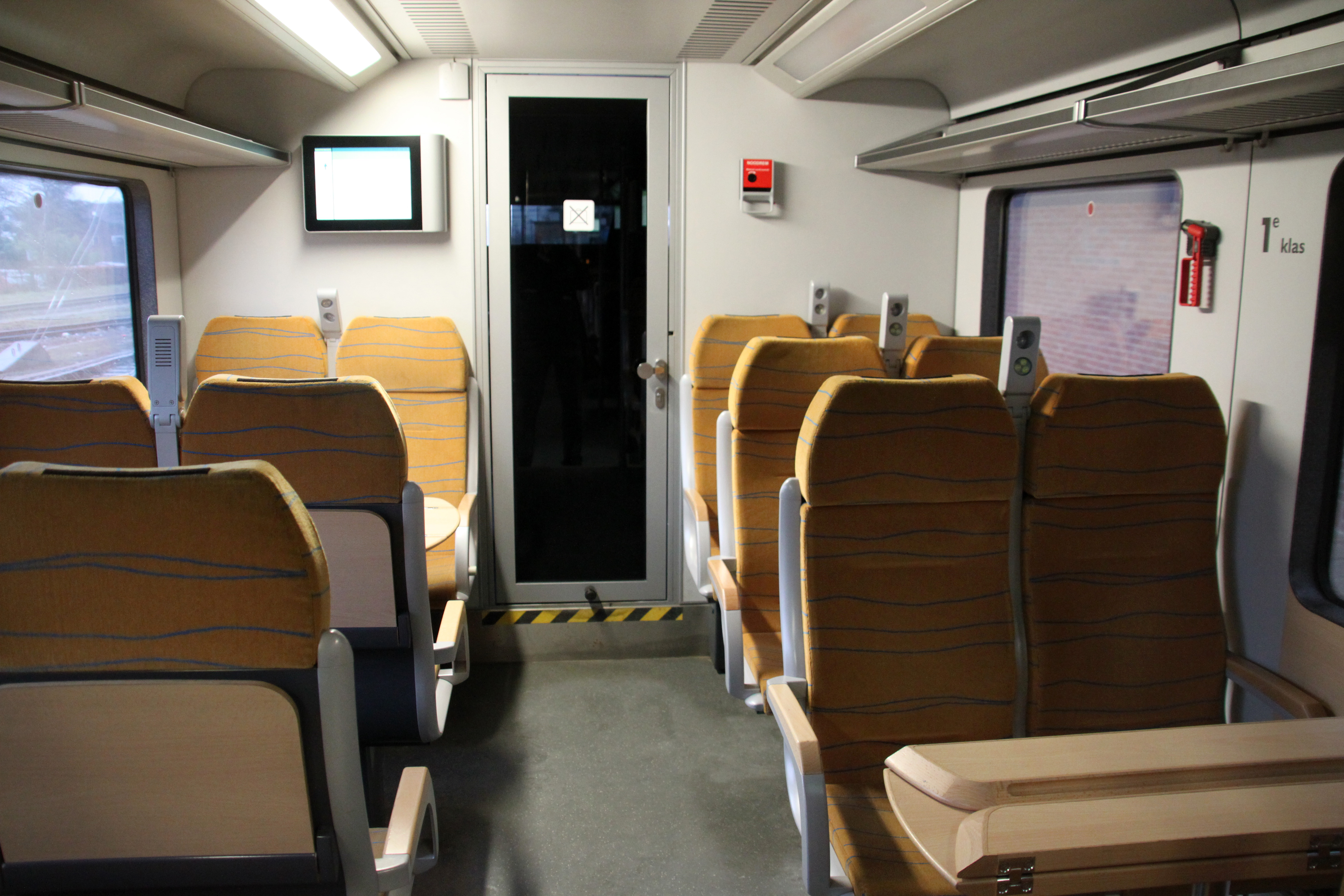
Interieur 1e klasse
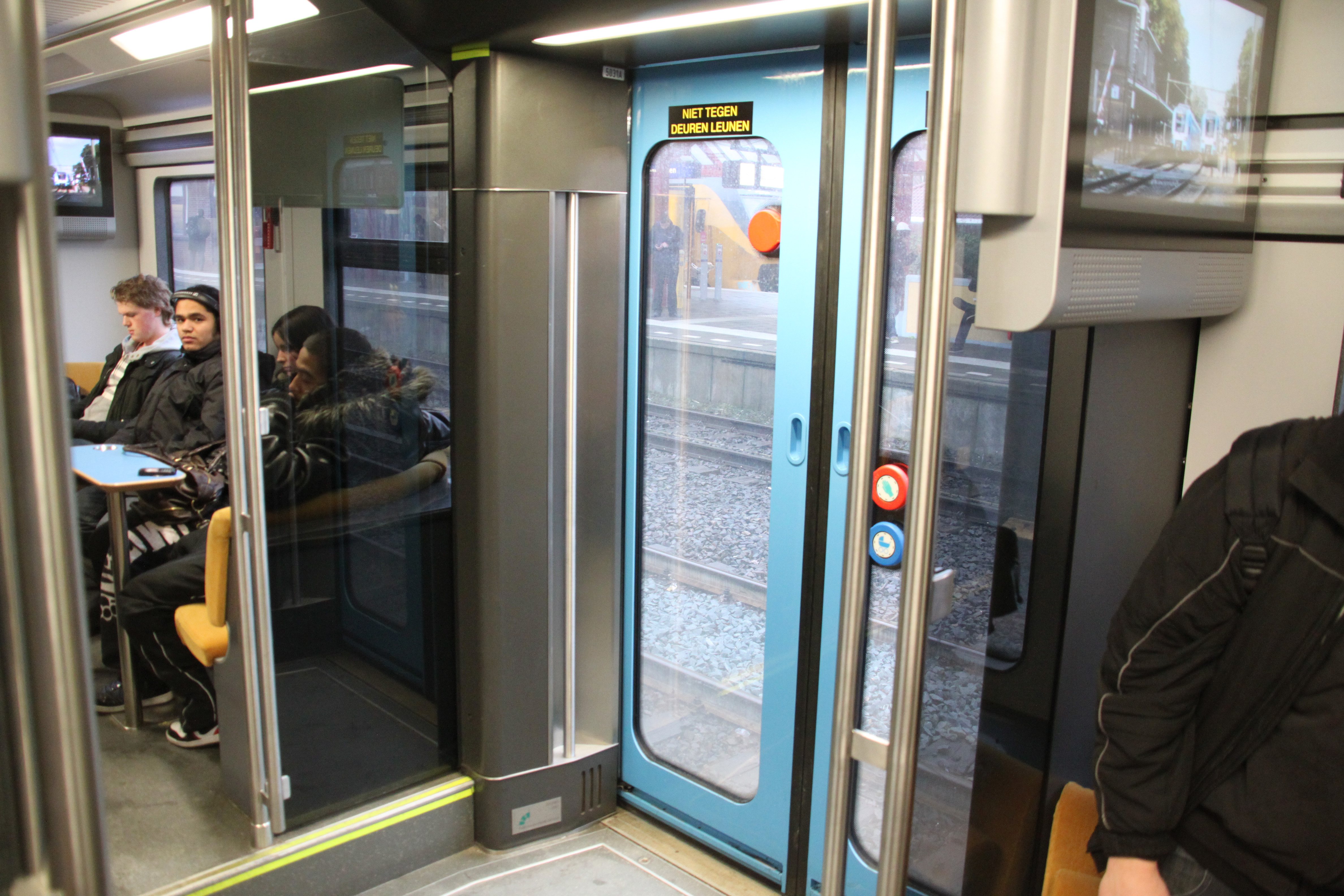
Balkon
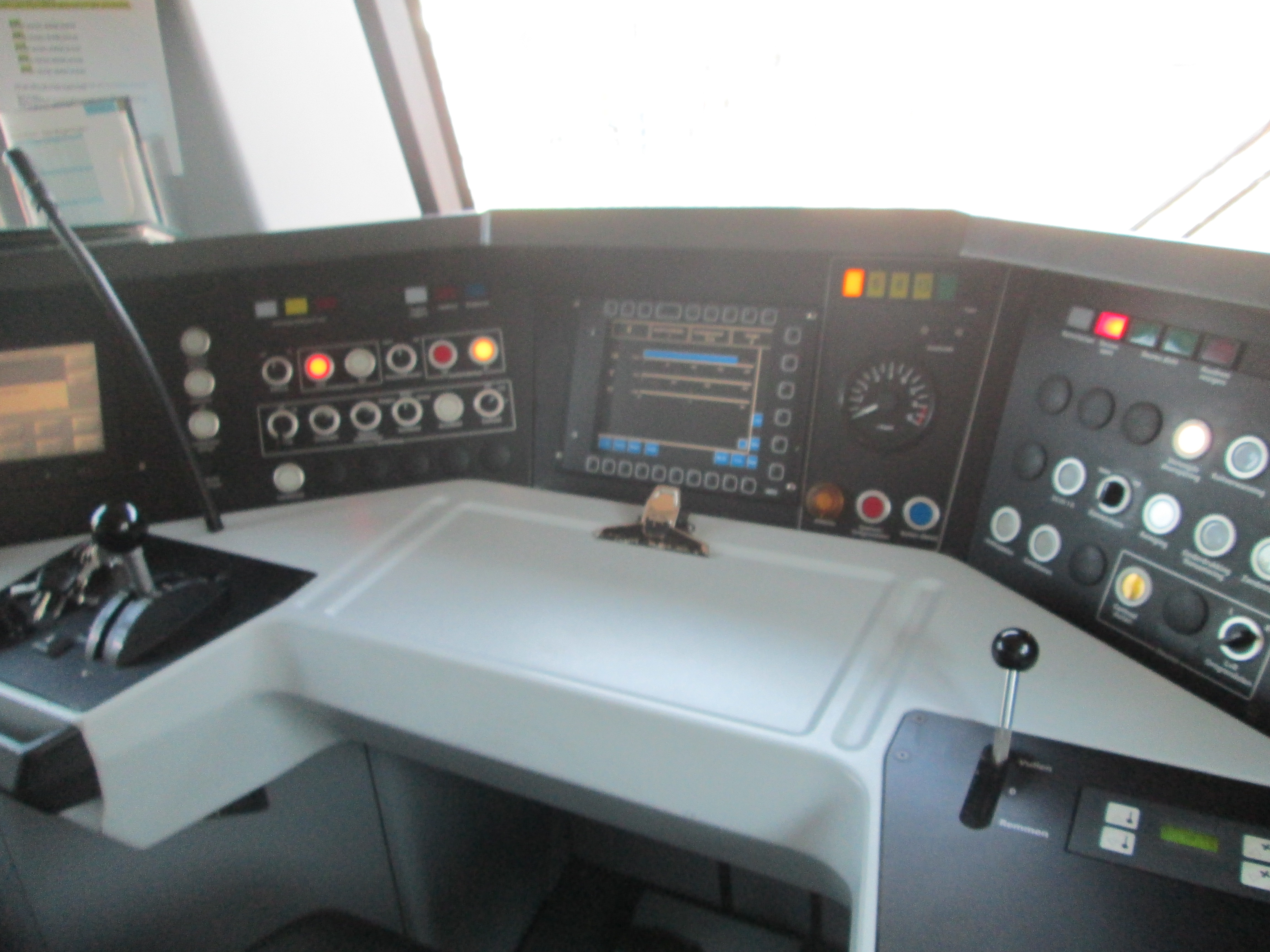
Bestuurderscabine
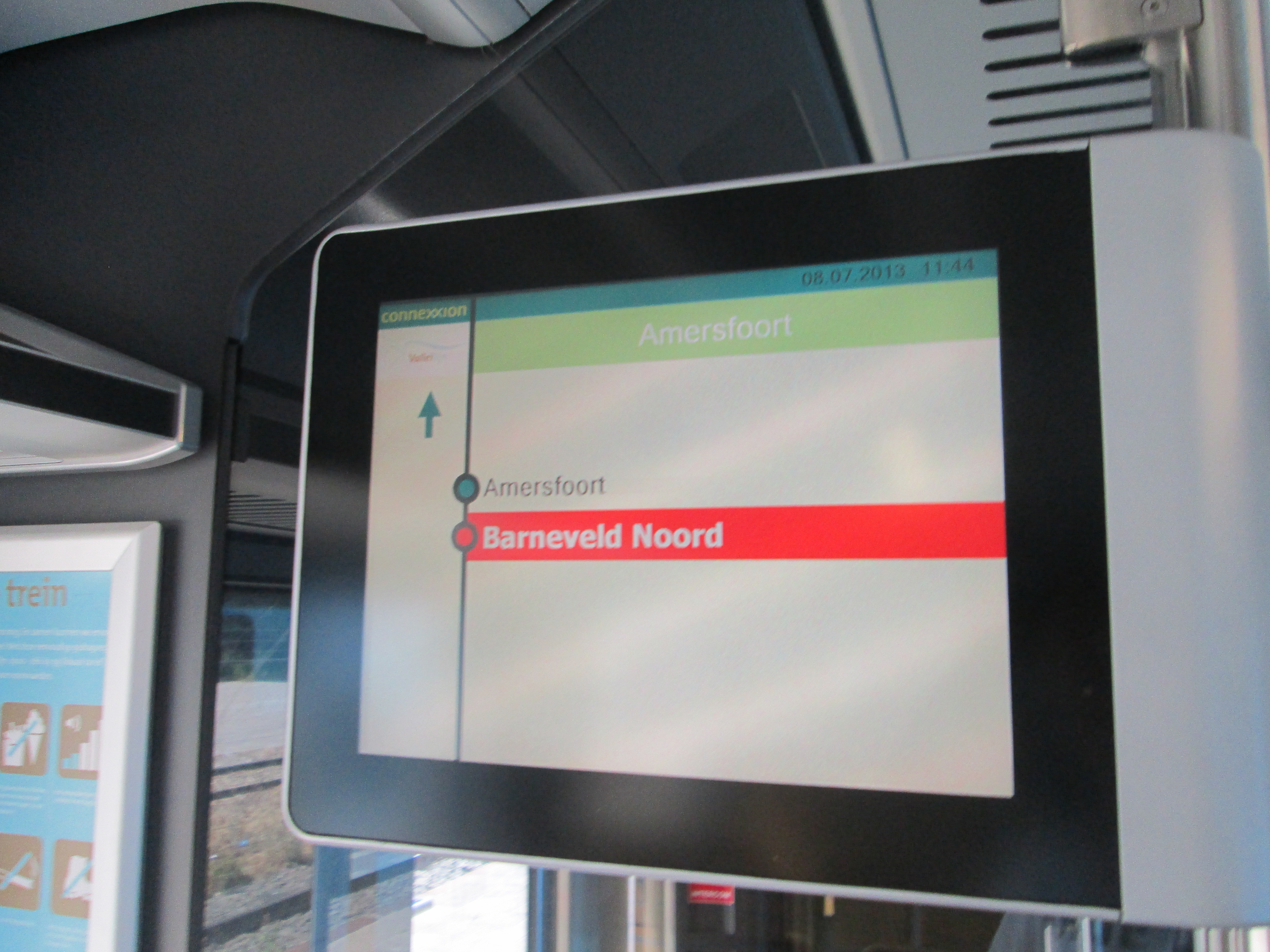
Informatiescherm
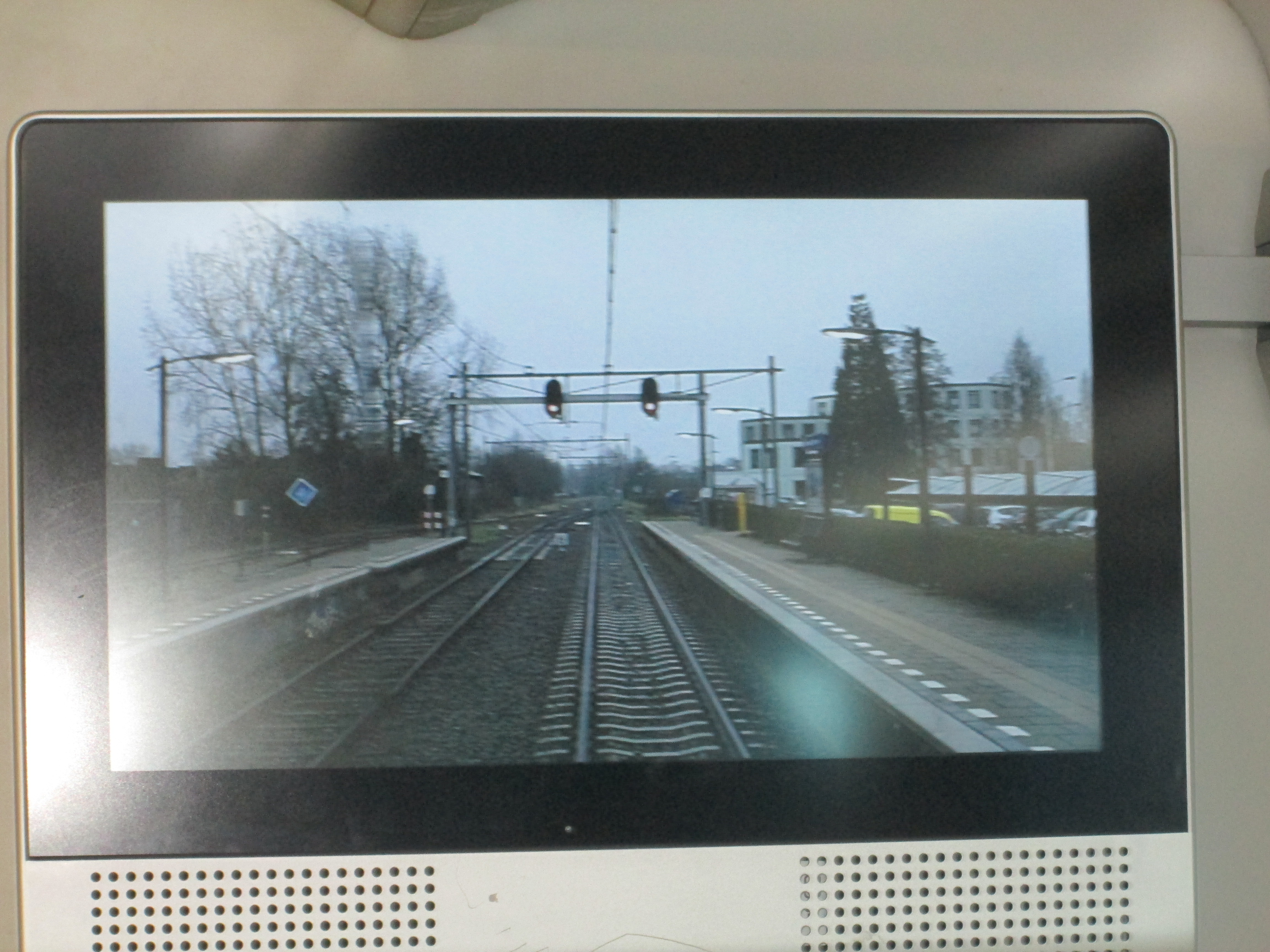
Tv-scherm Dance Vallei
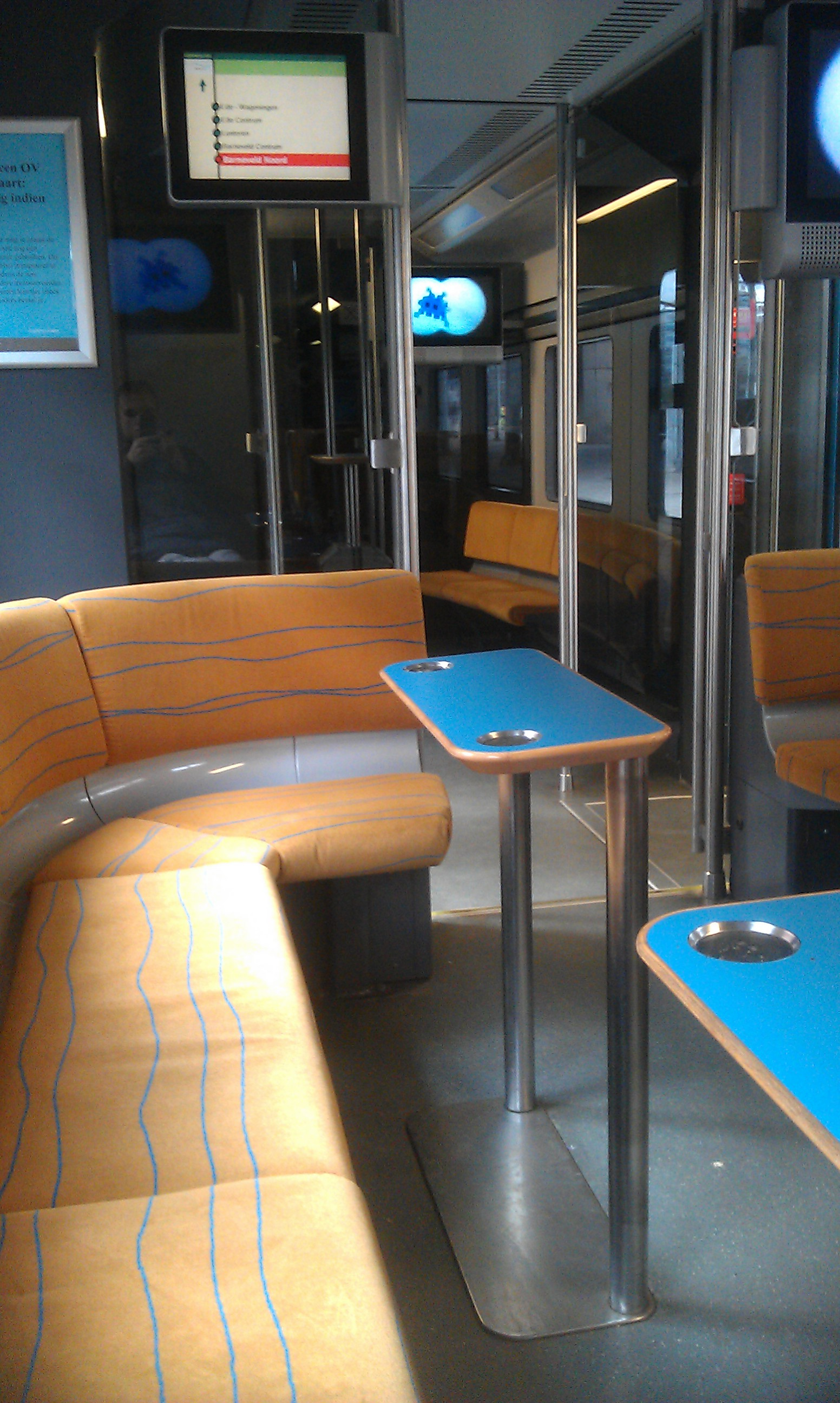
Zitbank